# Седа (Литва)
Седа або Сяда (лит. Seda) — місто в Мажейкяйському районі Тельшяйському повіту Литви. Це за 24 км на південному заході від Мажейкяя на річці Вардува.

## Історія
Вперше згадується в XIII столітті. У 1780 році отримав права міста. При поділи Польщі у XVIII столітті відійшов до Російської імперії. До 1917 року носив назву Сяди і був містечком у Тельшевському повіті Ковенської губернії. Мав 2 православні церкви, одну католицьку, синагогу, в Седах проходив ярмарок. Перед Другою світовою війною увійшла до складі Литовської РСР в Радянському союзі. У 2004 році отримав свій герб та прапор.

## Населення
У 2010 році нараховувалося 1,161 жителів. Станом на 2022 рік — 898 жителів.

## Релігія
Седа, як і майже вся Литва, рахуються католиками. У Седі є дві дерев'яні церкви, однією з них є Успенська церква, яка була вперше побудована в 1508 рік. Барокова церква має кілька об'єктів, включених до списку литовської спадщини: два дзвони, чотири орнаментовані хрести, чотирнадцять станцій хреста, п'ять вівтарів, двосторонні картини Христа між інструментами тортур і П'єта і три інших картин. Друга церква – це церква Святого Яна Непомуцького, яка була освячена в 1793 рік. До Голокосту в місті також була єврейська синагога, вперше згадується в 1657 рік. Дерев'яна будівля пережила Другу світову війну і була перепрофільована як житлові приміщення та шкільний спортзал, перш ніж зруйнуватися в 2005 рік.